# Liste des voies d'Autun

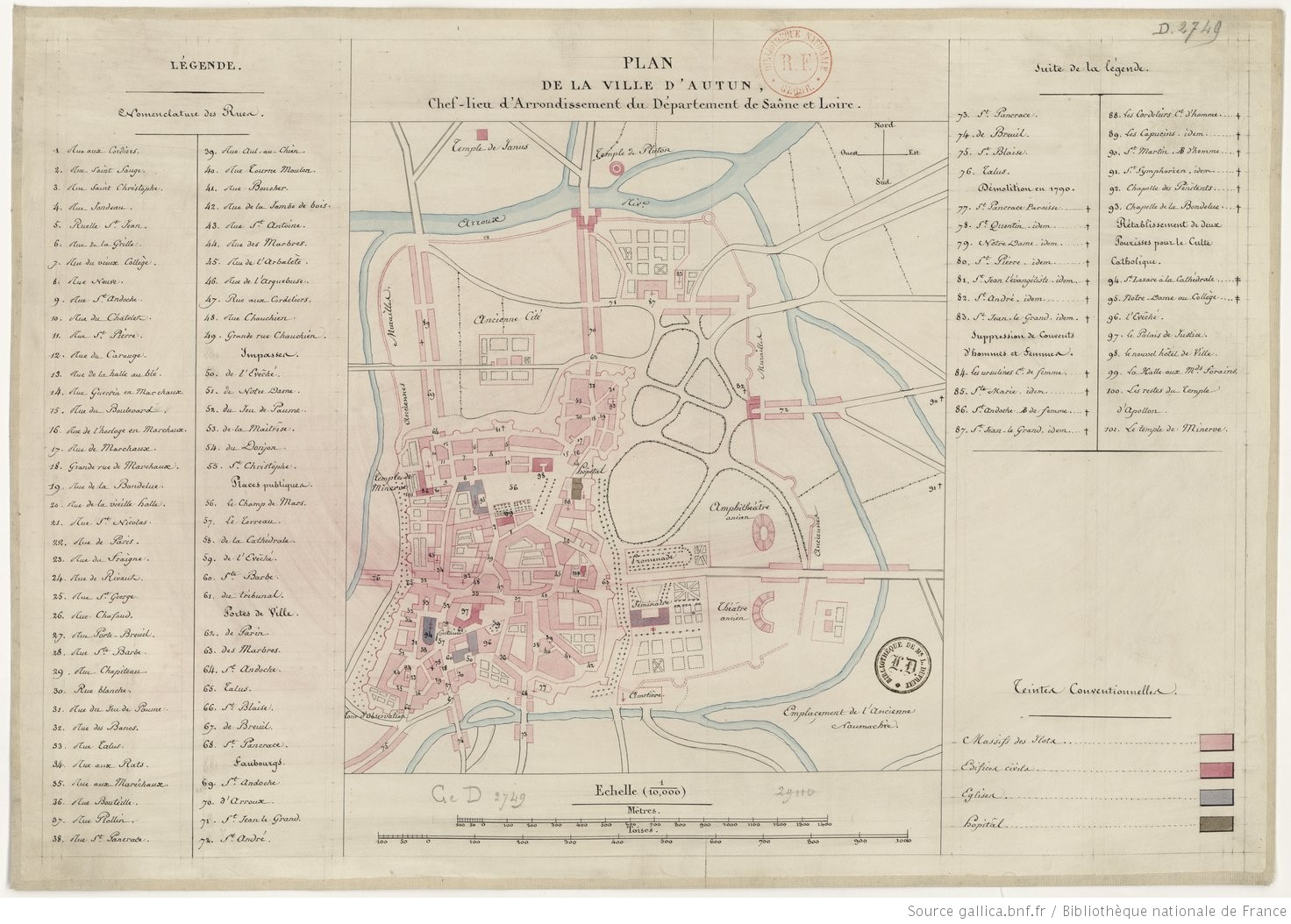
Plan d'Autun vers 1830, avec les voies.

Cet article présente la liste des voies d'Autun, commune française du département de Saône-et-Loire. Elles sont classées par quartiers ou lieu-dit et par ordre alphabétique.

## Quartiers et faubourgs

### Quartier de la cathédrale
| Nom                          | Ancien nom | Création                                    | Édifices remarquables | Illustration |
| ---------------------------- | --- | ------------------------------------------- | --- | --- |
| rue des Bancs                | rue des Vertus (Révolution) |                                             | hôtel du Chancelier Rolin dont la tour est un vestige de la porte des Bancs du XIIe siècle, démolie entre le XVIIIe et le XIXe siècle ; accueille le musée Rolin et le siège de la Société éduenne (photo) | |
| rue Blanche                  | vicus Albus (1514) rue de l'Ordre (Révolution) |                                             | no 11 : communauté du Tiers-Ordre du Carmel au XIXe siècle | |
| rue Bouteiller               | |                                             | no 5 : bâtiments dits « Écuries du roi », écuries et logements de troupes au XVIIIe siècle, écuries jusqu'au XXe siècle, Centre municipal d'archéologie et du patrimoine Alain-Rebourg au XXIe siècle, école municipale du XXe siècle                                                                                 | |
| rue de Breuil,               | |                                             | porte piétonne de Breuil ouverte à l'époque carolingienne, possédait un système défensif jusqu'au XVe siècle (photo) | |
| square Bulliot               | | 1881                                        | Monument à Gabriel Bulliot, buste installé en 1903 et déplacé en 1996 dans la cour de l'hôtel Rolin, | Carte postale ancienne, le square avec le buste en son centre et des colonnes antiques. · L'hôtel Rolin et le petit square Bulliot aménagé en terrasse. |
| place du Cardinal-Perraud    | | 1946, séparée de la place d'Hallencourt     | évêché (photo) | L'entrée de l'évêché. |
| square du Cardinal-Pitra     | |                                             | | |
| impasse de la Cathédrale     | | nommée en 1842                              | | |
| rue Chaffaud                 | rue du 10-Août (Révolution) |                                             | no 1 : couvent des Carmélites ouvert en 1838 puis des Bénédictines de la Compassion en 2000 no 3 : maison des Frères de la Doctrine chrétienne de 1817 à 1887, ancienne école municipale | |
| parvis Chanoine-Denis-Grivot | nommé au XXIe siècle |                                             | | |
| rue du Chanoine-Trinquet     | rue du Présidial sans nom aux XIXe et XXe siècles, nommée en 2004                                                                                       | second tiers du XVIIe siècle                | église Notre-Dame-du-Châtel, attesté au XIIIe siècle et détruite en 1791 accès à l'église Saint-Jean-de-la-Grotte, située en-dessous de la cathédrale Saint-Nazaire, attestée au XIIe siècle, détruite en 1783 | |
| ruelle de la Charité         | ruelle tendant de la maison épiscopale à la rue Piolin (XVIe et XVIIe siècles)                                                                          |                                             | école du XXe siècle | |
| petite rue Chauchien         | petite rue Chaulchien (XVIIe siècle) rue Brutus (Révolution) rue des Pénitents (nom populaire)                                                          | XVIIe siècle, division de la rue Chaulchien | nos 6-8 : ancienne chapelle des Pénitents noirs | |
| rue Cocand                   | rue Talus (avant le XVIe siècle) rue Cocquand (XVIe siècle) rue Décadaire (Révolution)                                                                  |                                             | nos 7-9 : maison à pan de bois du début du XVIe siècle avec une statue de Saint Christophe, (photo) | Maison à pans de bois et à la statue de Saint Christophe du seizième siècle.                                                                            |
| rue aux Cordeliers           | nom attesté en 1553 rue Scévola (Révolution) |                                             | nos 1, 3, 5 : façades du XVIIIe siècle no 5 : hôtel de Roussillon (photo) no 6 : ancienne maison des Cordeliers jusqu'au XVe siècle no 7 : pavillon décoré de 1588 | Portail de l'hôtel de Roussillon, non visible. |
| rue Dufraigne                | vicus de Fraxino (1447) vicus du Fraigne (1456) rue de la Montagne (Révolution)                                                                         |                                             | no 14 : hôtel particulier du XVIIe siècle no 18 : ancienne maison de Barthélemy de Chasseneuz et chapelle disparue du Bon-Dieu-de-Pitié nos 20 à 26 : couvent des Ursulines de 1617 à 1791 no 22 : chapelle des Ursulines, disparue au XVIIIe siècle emplacement de la porte médiévale Matheron disparue              | |
| impasse de l'Évêché          | angle de la Fontaine (Révolution) |                                             | fontaine disparue de l'Official ancienne porte principale de l'évêché | |
| clos Gislebertus             | |                                             | terrasse surélevée contiguë à la cathédrale, | |
| place d'Hallencourt          | place de l'Auditoire place du Marché (Révolution) place du Petit-Marché (nom alternatif au XIXe siècle)                                                 | 1718,                                       | halle du XVIIIe siècle | |
| impasse du Jeu-de-Paume      | grand'rue de la Tournelle (XVIe siècle) |                                             | no 1 : maison du Tripot du XVe siècle à pan de bois, ancienne salle de jeu de paume (photo) no 5 : hôtel d'Éguilly du XVIIe siècle | La maison du Tripot. |
| impasse de la Maîtrise       | cul-de-sac de la Régénération (Révolution) |                                             | voir place du Terreau no 3 : maison de la communauté du Tiers-Ordre du Carmel de 1856 à 1864 | |
| rue aux Maréchaux            | rue ès Mareschaulx (1515) rue des Poids-du-Roi (fin du XVIIIe siècle) rue d'Assas (Révolution)                                                          |                                             | nos 2, 6, 18 et 25 : maisons anciennes no 22 : anciennes Grandes Boucheries, devenues salle de spectacle ou écoles, | |
| impasse Notre-Dame           | rue des maisons des chanoines de Nostre-Dame angle de Cornélie (Révolution)                                                                             |                                             | nos 6 à 12 : anciennes maisons des chanoines de Notre-Dame, façades refaites au XIXe siècle | |
| rue Notre-Dame               | rue aux Moynes (XVe siècle-XVIIe siècle) rue du Jeu-de-Paulme (avant et pendant la Révolution), rue Notre-Dame (XIXe siècle) rue Cornélie (XIXe siècle) |                                             | no 10 : communauté du Tiers-Ordre du Carmel de 1864 à 1874 no 12 : hôtel de Millery des XVIe et XVIIIe siècles, | |
| rue Piolin                   | rue Piolin (XVe siècle) rue des Principes (Révolution)                                                                                                  |                                             | no 6 : ancienne maison des sœurs de la Charité de Nevers,, devenu centre social des Hauts-Quartiers no 15 : hôtel de Roussillon | |
| place du Refitou             | |                                             | ancien emplacement des aumônes durant le Carême, devenu jardins et cimetière des chanoines aux XVIe et XVIIe siècles sculpture Gislebertus d'André Chambrion (2010) | |
| rue de Rivault               | rue Le Pelletier (fin XVIIIe siècle) rue de Riveau (XIXe siècle)                                                                                        |                                             | château de Rivault dont il subsiste la tour des Ursulines no 8 et 14 : hôtel des seigneurs de Montjeu du XVe siècle, disparu, couvent des Visitandines au XVIIIe siècle, | |
| place Sainte-Barbe           | place de la Victoire (Révolution) |                                             | no 7 : ancien presbytère du XVe siècle, remanié au XIXe siècle et chapelle contiguë Notre-Dame-des-Bonnes-Œuvres maison contiguë au porche du « Grand Cloître » : édifiée au XIIe siècle, façade remaniée aux XVe et XVIIIe siècles                                                                                   | |
| rue Sainte-Barbe             | rue de la Victoire (Révolution) |                                             | | |
| ruelle Saint-Georges         | rue Solon (Révolution) |                                             | | |
| place Saint-Louis            | place de la Loi (1794) place Saint-Louis (1814) | 1794                                        | ouverte sur l'emplacement de l'ancienne église Notre-Dame-du-Châtel, démolie en 1794 : le caveau du chancelier Nicolas Rolin est découvert en 2021 palais de justice du XVIIIe siècle prison circulaire, occupée du XIXe au XXe siècle                                                                                | L'entrée de la prison. |
| rue Saint-Quentin            | rue de la Frugalité (Révolution) |                                             | ouverte sur l'emplacement de l'église Saint-Quentin, démolie à la Révolution | |
| rue des Sous-Chantres        | in Capitello, in Capitolio, vicus Capitolii, rue du Chapiteau, rue Chapiteau (XVe, XVIe, XVIIe , XVIIIe siècles) Rue des Bonnets-Rouges (Révolution)    |                                             | no 7 : musée d'ethnologie Verger-Tarin, édifice du XVe siècle à la façade reprise au XXe siècle (photo) puits du Chapiteau, supprimé en 1847 | Maison Verger-Tarin. |
| place du Terreau             | place de la Régénération (Révolution) |                                             | cathédrale Saint-Lazare du XIIe siècle et fontaine du XVIe siècle groupe cathédral et canonial et chapelle Saint-Aubin, vestige de la cathédrale Saint-Nazaire du VIe siècle et démolie au XVIIIe siècle no 1 : maison dite « le Lutrin », façades du XVe et du XVIIIe siècle, no 14 : ancienne maison de la maîtrise | |

### Centre-ville
| Nom                                       | Ancien nom | Création                                              | Édifices remarquables | Illustration                                                   |
| ----------------------------------------- | --- | ----------------------------------------------------- | --- | -------------------------------------------------------------- |
| rue de l'Arbalète                         | rue Arbalestier (XVIIe siècle) |                                                       | no 6 : hôtel Saint-Louis et de la Poste, ancienne maison des Dames de Saint-Julien nos 7-9 : boutiques à la façade néo-classique |                                                                |
| rue de l'Arquebuse                        | | deuxième moitié du XVIIIe siècle,                     | no 7 : hôtel de Ganay no 10 : matériaux visibles issus de l'église Notre-Dame-du-Châtel no 16 : ancien pavillon des chevaliers du Jeu de l'Arquebuse du XVIIe siècle no 17 : hôtel Arbelet néo-Renaissance du XIXe siècle no 21 : hôtel de la sous-préfecture de 1784 | L'hôtel Arbelet, de style néo-Renaissance, et sa façade ornée. |
| passage Balthus                           | passage de la Terrasse (jusqu'en 2008), | 1850                                                  | passage couvert inscrit en totalité aux monuments historiques statue de chien Briard par Paulette Latouche (XXe siècle) |                                                                |
| rue Bernard-Renault                       | rue des Écoles (1880-1904) | 1880, scindée de la rue de la Grange-Vertu            | emplacement de la Grange Vertu du XIVe siècle no 1 : très vieille maison, peut-être XIIIe siècle, premier étage du XVIe siècle no 3 : façade parementée en pierres de grès de petit appareil romain nos 13 et 19 : façades Art nouveau |                                                                |
| rue du 22e B.M.N.A.                       | nommée en 1982 | 1982, scindée de la rue des Cités                     | |                                                                |
| place du Champ-de-Mars                    | champ Saint-Ladre (XIIe siècle) |                                                       | théâtre de 1884 Hôtel de ville et bibliothèque municipale de 1835 et 1900 église Notre-Dame lycée Bonaparte, ancien collège jésuite du XVIIe siècle monument aux morts sculpté par Alfred Jean Halou |                                                                |
| rue du Champ-de-Mars                      | |                                                       | no 28 : ancien bureau de Poste no 29 : auditoire disparu des Consuls no 30 : emplacement de la maison natale de Nicolas Changarnier nos 39-40 : auberge de Bourgogne |                                                                |
| avenue Charles-de-Gaulle                  | avenue de la Gare (1880-1941, 1944-1970) avenue Pétain (1941-1944) | 1869, prolongation de la rue de la Halle-au-Blé       | no 16 : emplacement de l'église Saint-Jean-l'Évangéliste, église paroissiale de Marchaux, attestée au IXe siècle et démolie au XVIIIe siècle no 18 : café de la Bourse, décor intérieur Art nouveau no 21 : décors Art nouveau no 25 et 52 bis : décors Art déco |                                                                |
| grande rue Chauchien                      | rua ou vicus Chaucechien (XIVe siècle) rue Chaussechien (XVe – XVIe siècle) grande rue Chaulchien (XVIIe siècle) rue du 31-Mai (Révolution) grande Rue (nom alternatif) | XVIIe siècle, division de la rue Chaulchien           | no 14 : hôtel du Mesnil, disparu vers 1910 |                                                                |
| rue Changarnier                           | | 1843, absorption et agrandissement de la ruelle Madot | |                                                                |
| allée Colette                             | |                                                       | mène à l'ancien hôpital Saint-Gabriel du XVIIIe siècle |                                                                |
| rue des Cités                             | rue des Trois-Singes (jusqu'en 1898) |                                                       | |                                                                |
| rue aux Cordiers                          | rue de Jemmapes (Révolution) |                                                       | no 6 : façade au décor végétal Art nouveau no 23 : façade classique et Art nouveau |                                                                |
| rue de la Décentralisation                | nommée en 2012 |                                                       | entre l'hôtel de ville et le parking est |                                                                |
| square des Droits-de-l'homme              | square de la Gare (jusqu'en 1998) | XIXe siècle                                           | |                                                                |
| rue Eumène                                | ruelle du Boulevard-Saint-Jean (jusqu'en 1880) |                                                       | no 15 : ancienne Caisse d'épargne de 1905, no 20 : façade Art déco |                                                                |
| terrasse de l'Europe                      | terrasse du Champ-de-Mars (XVIIIe siècle) place de la Terrasse (-2004)                                                                                                  | 1737, esplanade bâtie sur le Champ-de-Mars            | kiosque à musique |                                                                |
| rue du Général-Demetz                     | rue de la Terrasse (-1978) |                                                       | nos 13-14-15 : ancien hôtel de ville |                                                                |
| rue de la Grande-Vertu                    | |                                                       | no 2 : maison éclectique : néo-classicisme, néogothisme et éléments Art nouveau,no 8 : maison Art déco |                                                                |
| rue de l'Hôtel-de-ville                   | nommée en 1942 | 1835,                                                 | |                                                                |
| rue Jean-et-Bernard-de-Lattre-de-Tassigny | | 1954, scindée du Champ de Mars                        | no 3 : hôtel Martenne du XVIIIe siècle no 12 : hôtel d'Orsenne de 1769, lieu de la découverte de La Tentation d'Ève, no 9 : oratoire clandestin pendant la Révolution no 16 : couvent des Cordeliers, |                                                                |
| rue Jeannin                               | rue Derrière-l'Hôtel-de-ville (1832-1842) | 1779                                                  | no 5 : lieu de découverte de la mosaïque gallo-romaine de Neptune no 10 : hôtel Damas, siège de la paroisse Saint-Lazare en Autunois au XXIe siècle |                                                                |
| rue Jondeau                               | rue de la Fraternité (Révolution) rue Jondot (XIXe siècle) |                                                       | no 1 : maison Lazare de Champeaux, fréquentée par Napoléon et Joseph Bonaparte au XVIIIe siècle |                                                                |
| rue Louis-Charlot                         | nommée en 1955 |                                                       | |                                                                |
| rue Pernette                              | nommée en 1880 | 1880                                                  | no 8 : ancienne poste du XXe siècle |                                                                |
| avenue de la République                   | nommée en 1880 | entre 1867 et 1880                                    | gare ferroviaire no 14 : façade Art déco |                                                                |
| impasse Rollet                            | ruelle Rolet (XIXe siècle) |                                                       | |                                                                |
| rue Saint-Antoine                         | rue de la Grange de Saint-Anthoyne (XVIIe siècle) rue Rousseau (Révolution)                                                                                             |                                                       | Nombreux bâtiments du XVIIIe siècle. no 9 : hôtel Quarré du Plessis no 14 : muséum d'histoire naturelle nos 15-17-19 : hôpital et monastère du Saint-Esprit attesté au XIIIe siècle, supprimé au XVIIIe siècle nos 15-17 : transformé en Grand Séminaire au XIXe siècle, puis caserne Billard et hôpital au début du XXe siècle, maison de retraite au XXIe siècle no 19 : hôtel Cochon ou de Thil no 28 : hôtel Joubert |                                                                |
| ruelle Saint-Jean                         | ruelle du Rempart (Révolution) |                                                       | |                                                                |
| rue Saint-Saulge                          | nom attesté en 1520 rue Marat (Révolution) |                                                       | no 2 : ancienne fontaine Saint-Saulge no 24 : hôtel de Chevannes du XVIIe siècle |                                                                |
| rue du Théâtre                            | |                                                       | entre le théâtre et l'hôtel de ville |                                                                |
| rue Traversière                           | nommée en 1913 |                                                       | |                                                                |
| rue Victor-Berthier                       | nommée en 1967 |                                                       | |                                                                |

### Quartier Marchaux
| Nom                        | Ancien nom                                                       | Création             | Édifices remarquables | Illustration                                      |
| -------------------------- | ---------------------------------------------------------------- | -------------------- | --- | ------------------------------------------------- |
| rue de la Bondue           | ancienne rue aux Garins ou Guérin rue des Salpêtres (Révolution) | fin du XVIIIe siècle | tour de la Bondue du XIIe siècle (photo) chapelle Notre-Dame-de-la-Bondue, attestée au XVIe siècle, démolie au XIXe siècle, | Tour de la Bondue.                                |
| rue de la Caisse-d'épargne | nommée en 1898                                                   |                      | |                                                   |
| rue Deguin                 | rue du Boulevard (-1880)                                         |                      | à l'angle de la rue de l'Horloge : porte méridionale médiévale, démolie fin XVIIIe siècle | Embranchement de la rue Deguin sur la rue Guérin. |
| rue de Dijon               |                                                                  |                      | |                                                   |
| rue Guérin                 | rue aux Garins rue du Pas-de-charge (Révolution)                 | 1784                 | no 4 : boucherie Varmenot à l'intérieur remarquable, de 1900 no 31 : boucherie Saint-Louis à la façade Art nouveau, de 1900 (photo) | Boucherie Saint-Louis.                            |
| rue de l'Horloge           | rue de la Surveillante (Révolution)                              |                      | |                                                   |
| rue Maître-Georges-Martin  | percée Eumène (2002-2003)                                        | 2003                 | |                                                   |
| grande rue Marchaux        | rue des Sans-Culottes (Révolution)                               |                      | no 1 : ancienne charcuterie à la façade Art nouveau no 23 : maison à pans de bois du XVIe siècle (photo) no 27 : cheminée du XVe siècle, tour d'escalier et façade du XVIe siècle no 29 : fenêtres du XVe siècle no 37 : statue de la Vierge à l'enfant du XVIe siècle     | Maison numéro 23, façade du seizième siècle.      |
| petite rue Marchaux        |                                                                  |                      | no 6 : ancienne tour de la porte de Marchaux, démolie au XVIIIe siècle no 28 : hôtel de Clugny et la tour de l'Horloge du XIVe siècle (photo) no 31 : ancienne maison des sœurs de la Retraite chrétienne du XIXe siècle no 37 : façade néo-classique au décor Art nouveau | Hôtel de Clugny du quatorzième siècle.            |
| rue Mazagran               | nommée en 1840                                                   | 1839                 | no 12 : ancienne école de garçons puis des frères de la Doctrine chrétienne, du XIXe siècle |                                                   |
| rue de Paris               | nommée à la fin du XVIIIe siècle                                 |                      | vestiges de la porte de Paris du XVIIIe siècle, ancienne école communale de garçons, actuel conservatoire de musique de l'Autunois no 5 : façade Art déco |                                                   |
| rue Pierre-Chatillon       | nommée en 1911                                                   |                      | |                                                   |
| rue du Puits-Charpiot      | rue des Moulins                                                  |                      | puits remplacé par une pompe publique au XIXe siècle |                                                   |
| rue Saint-Nicolas          | rue de l'Égalité (Révolution)                                    |                      | nos 10 : ancien hôpital Saint-Nicolas et Saint-Éloi et ancienne chapelle Saint-Nicolas du XIIe siècle, actuel musée lapidaire (photo) porte basse médiévale, démolie en 1739                                                                                               | Le musée lapidaire.                               |
| ruelle Saint-Nicolas       |                                                                  |                      | |                                                   |
| rue de la Vieille-Halle    | rue du 14-Juillet (Révolution)                                   |                      | ancienne halle du XIIIe siècle, démolie au XVIIe siècle no 33 : maison à pans de bois, dite « de l'Eminage » |                                                   |

### Faubourg d'Arroux
| Nom                              | Ancien nom     | Création   | Édifices remarquables                                                       | Illustration                                                       |
| -------------------------------- | -------------- | ---------- | --------------------------------------------------------------------------- | ------------------------------------------------------------------ |
| rue du 29e-Régiment-d'Infanterie | nommée en 1965 |            | caserne militaire hangarnier                                                |                                                                    |
| rue de la Caserne                | nommée en 1965 |            |                                                                             |                                                                    |
| rue du Faubourg-d'Arroux         |                | Ier siècle | porte d'Arroux du Ier siècle la rue suit le tracé de la via Agrippa antique | Détail sur la porte d'Arroux enjambant la rue.                     |
| promenade Montmerot              |                |            | longe la rive gauche de l'Arroux et le rempart romain                       |                                                                    |
| rue du Parc-Saint-Jean           |                |            | abbaye Saint-Jean-le-Grand attestée au VIe siècle                           |                                                                    |
| route du Puits-d'Alligny         |                |            |                                                                             |                                                                    |
| route de Saulieu                 |                |            | pont sur l'Arroux                                                           | Le pont traversant l'Arroux avec la porte romaine en arrière-plan. |
| rue du Traité-d'Anvers           |                |            | camping de la porte d'Arroux                                                |                                                                    |
| chemin de la Passerelle          |                |            | pont sur l'Arroux du début du XXe siècle                                    |                                                                    |

### Faubourg Saint-Jean
Le faubourg Saint-Jean s'étend de la rue Naudin au chemin Saint-Martin.
| Nom                         | Ancien nom     | Création                           | Édifices remarquables | Illustration |
| --------------------------- | -------------- | ---------------------------------- | --- | ------------ |
| rue du 8-Septembre          | nommée en 1955 |                                    | |              |
| rue du Chancelier-Rolin     | nommée en 1955 |                                    | École primaire Chancelier-Rolin |              |
| place Anne-Marie-Javouhey   | nommée en 1965 |                                    | |              |
| rue Eugène-Chevalier        | nommée en 1955 |                                    | |              |
| rue des Fleurs              | nommée en 1965 |                                    | |              |
| rue Naudin                  | nommée en 1880 | 1880, séparée de la rue Saint-Jean | ancienne abbaye Saint-Jean-le-Grand église Saint-Jean-le-Grand du XIXe siècle, sur l'emplacement d'une église attestée au XIIIe siècle et démolie au XVIIIe siècle |              |
| rue des Pierres             |                |                                    | |              |
| rue des Remparts-Saint-Jean | nommée en 1963 |                                    | |              |
| chemin de Saint-Martin      |                |                                    | |              |

### Faubourg Saint-André
| Nom                         | Ancien nom                         | Création | Édifices remarquables | Illustration                                                                 |
| --------------------------- | ---------------------------------- | -------- | --- | ---------------------------------------------------------------------------- |
| rue de l'Acaron             |                                    |          | |                                                                              |
| route d'Arnay               |                                    |          | |                                                                              |
| impasse du Clos-Jovet       |                                    |          | |                                                                              |
| rue du Clos-Jovet           | nommée en 1913                     |          | école primaire du Clos-Jovet |                                                                              |
| rue de la Croix-Blanche     |                                    |          | croix en pierre disparue avec inscription « Croix-Blanche » village de la Croix-Blanche                                               |                                                                              |
| rue du Faubourg-Saint-André |                                    |          | no 4 : façade avec une stèle gallo-romaine et un écusson du XVIe siècle                                                               |                                                                              |
| rue des Fusiliers-Marins    | nommée en 1947                     |          | porte Saint-André antique | Un vestige de rempart et la porte Saint-André sur le bord de la rue.         |
| rue de Gaillon              |                                    |          | église Saint-André au XIIIe au XVIIIe siècle puis temple protestant au XXe siècle dans la tour de flanquement de la porte Saint-André |                                                                              |
| boulevard Laureau           | nommé en 1856                      | 1832     | lieu de découverte de la mosaïque gallo-romaine de Bellérophon no 24 : garde-corps décoré no 32 : garde-corps décoré Art nouveau      | Carte postale ancienne, photographie du boulevard Laureau et de la clinique. |
| place Pierre-Saintyves      | terreau de Saint-Jean place du Gaz |          | chapelle attestée au XVIe siècle no 9 : façade Art déco                                                                               |                                                                              |
| rue des Quatre-Vents        |                                    |          | |                                                                              |
| rue Saint-Jean              |                                    |          | |                                                                              |
| rue Saint-Roch              |                                    |          | prieuré Saint-Racho-lez-Autun du VIe siècle, démoli au XVIIIe siècle                                                                  |                                                                              |
| rue Valmy                   |                                    |          | |                                                                              |

### La Croix-Verte
Située contre les murs de la ville à l'ouest, la cité de la Croix-Verte est créée vers 1960 dans le losange formé par le boulevard Mazagran, la rue Croix-Verte, la rue Jules-Basdevant (qui longe la promenade des Marbres) et le boulevard Frédéric-Latouche.
| Nom                         | Ancien nom                   | Création                              | Édifices remarquables | Illustration |
| --------------------------- | ---------------------------- | ------------------------------------- | --- | ------------ |
| rue du 8 mai                | nommée en 1965               | vers 1960                             | |              |
| avenue Jules-Basdevant      | rue Riollot (1932-1969)      |                                       | |              |
| passage Bellerophon         |                              |                                       | |              |
| Carrefour de la Croix-Verte | carrefour de l'Homme-Sauvage |                                       | |              |
| rue de la Croix-Verte       | chemin de la Croix-Verte     |                                       | |              |
| rue Déchelette              | nommée en 1965               | vers 1960                             | |              |
| rue Henri-Dunant            | nommée en 1963               | 1963                                  | |              |
| rue Harold-de-Fontenay      | nommée en 1965               | vers 1960                             | |              |
| boulevard Frédéric-Latouche | nommé en 1947                | 1947, séparée du boulevard Laureau    | no 1 : salle polyvalente « l'Hexagone » édifiée en 1983 no 9 : ancien hôpital Saint-Gabriel centre hospitalier, site Latouche |              |
| chemin Louis-Calaferte      | nommé en 2011                |                                       | |              |
| boulevard Mazagran          |                              | 1839, prolongement de la rue Mazagran | |              |
| rue du Théâtre-Romain       | nommée en 1880               |                                       | emplacement de l'amphithéâtre antique disparu Stade Saint-Roch                                                                |              |

### Les Marbres
Harold de Fontenay, auteur d'Autun et ses monuments en 1889, délimite le « faubourg des Marbres » (on retrouve aussi le nom « quartier des Marbres »,) par la rue du 2e-Dragons, la rue de la Maladière et la rue Gaston-Joliet, comprenant notamment le lycée militaire et le théâtre romain. Le toponyme renvoie à la porte des Marbres, située à l'emplacement de place Charmasse.
| Nom                       | Ancien nom                           | Création  | Édifices remarquables | Illustration                                                                                        |
| ------------------------- | ------------------------------------ | --------- | --- | --------------------------------------------------------------------------------------------------- |
| passage Divitiac          |                                      |           | théâtre romain maison des Caves Joyaux décorée de sculptures antiques | La maison du gardien du théâtre, dite maison des Caves Joyaux.                                      |
| avenue du 2e-Dragons      | rue de l'École militaire (1885-1945) |           | | Portail d'entrée du lycée militaire.                                                                |
| place de Charmasse        | place des Marbres (1842-1932)        | vers 1840 | no 6 : vestige antique dit « pseudo-temple d'Apollon », peut-être une nymphée hôtel de Charmasse du milieu du XIXe siècle, demeure d'Anatole de Charmasse ; démoli en 1969, emplacement de la porte des Marbres du rempart moderne du XVIIe siècle statue d'un taureau couché en acier de Peter Meyers | Le taureau couché en acier devant le carrefour de la place Charmasse.                               |
| rue des Enfants-de-Troupe |                                      |           | no 3 : lycée militaire, ancien Grand Séminaire du XVIIe siècle musée national des Enfants de troupe | |
| rue Gaston-Joliet         | rue du Cimetière (-1885)             |           | | |
| rue de la Jambe-de-Bois   | rue Voltaire (Révolution)            |           | vestiges visibles du cardo maximus, | |
| rue de la Maladière       | rue du Cimetière (-1970)             |           | maison de la Maladière, hôpital attesté au XVIe siècle puis ermitage Saint-Laurent au XVIIIe siècle cimetière communal ouvert en 1805, | |
| promenade des Marbres     | cours Villeneuve (en 1768)           | 1760      | statue de Divitiac (1894-194?), | Carte postale ancienne de la statue de Divitiac, druide éduen, au bout de la promenade des Marbres. |
| rue des Marbres           | rue de l'Unité (Révolution)          |           | à la jonction avec la rue de la Jambe-de-Bois : croix des Marbres, détruite en 1764 | |

### Le Vallon
| Nom                        | Ancien nom     | Création | Édifices remarquables | Illustration |
| -------------------------- | -------------- | -------- | --- | ------------ |
| route de Chalon            |                |          | base de loisirs du moulin du Vallon : centre de loisirs - Moulin du Vallon, centre nautique, mini-golf municipal, pump track |              |
| allée Émile-Château        |                |          | |              |
| allée Jacques-de-la-Comble |                |          | |              |
| rue Louis-Aragon           | nommée en 1998 |          | |              |
| allée Marcel-Lucotte       |                | 1976     | entoure le plan d'eau du Vallon                                                                                              |              |
| rue du Maréchal-Juin       | nommée en 1998 |          | |              |
| chemin des Ragots          |                |          | lieu-dit les Ragots |              |

### Faubourg Saint-Pancrace
| Nom                            | Ancien nom                                                            | Création                                       | Édifices remarquables | Illustration |
| ------------------------------ | --------------------------------------------------------------------- | ---------------------------------------------- | --- | ------------ |
| rue de Chasseneux              | nommée vers 1970                                                      |                                                | |              |
| rue du Faubourg-Saint-Branchez |                                                                       |                                                | |              |
| rue du Faubourg-Saint-Pancrace |                                                                       |                                                | porte Saint-Pancrace (disparue) fontaine Saint-Léger, lieu à légende et pèlerinage (disparue)                                                                      |              |
| rue Lauchien-le-Boucher        | nommée en 1880                                                        | 1880, fusion des rues aux Lauchiens et Boucher | no 10 : maison de François de Clugny, vicaire général d'Autun puis évêque de Riez no 14 : résidence Sainte-Anne                                                    |              |
| ruelle Sainte-Anne             |                                                                       |                                                | vestiges des remparts romains église Saint-Pancrace, attestée au IXe siècle et démolie au XVIIIe siècle, cimetière Saint-Pancrace et ancienne chapelle Sainte-Anne |              |
| rue Saint-Branchez             | nommée en 1955                                                        |                                                | |              |
| rue Saint-Pancrace             | rue Saint-Branché ou Branchet (XIXe siècle) rue Franklin (Révolution) |                                                | |              |
| rue Tourne-Mouton              |                                                                       |                                                | puits Tournemouton au XVIe siècle |              |

### Faubourg de Breuil
| Nom                       | Ancien nom | Création | Édifices remarquables                                                          | Illustration |
| ------------------------- | ---------- | -------- | ------------------------------------------------------------------------------ | ------------ |
| rue du Faubourg-de-Breuil |            |          | ancien moulin                                                                  |              |
| rue Raquette              |            |          |                                                                                |              |
| rue du Vieux-Colombier    |            |          | tannerie devenue « résidence du Vieux-Colombier » vestiges du rempart médiéval |              |

### Faubourg Saint-Blaise
| Nom                          | Ancien nom                                       | Création | Édifices remarquables | Illustration                                                                                                 |
| ---------------------------- | ------------------------------------------------ | -------- | --- | --- |
| rue du Faubourg-Saint-Blaise |                                                  |          | no 24 : chapelle Saint-Blaise | Carte postale ancienne. En arrière-plan, la tour des Ursulines et la cathédrale Saint-Lazare.                |
| boulevard Mac-Mahon          | nommé en 1856                                    |          | vestiges des remparts romains château de Rivault du XIIe siècle, détruit au XVIIe siècle, dont il subsiste la tour des Ursulines : communauté des Ursulines jusqu'au XVIIIe siècle, communauté des Sœurs de la Visition du XIXe au XXe siècle puis siège du Centre international de la tour des Ursulines créé par le peintre japonais Hisao Takahashi au XXIe siècle | Le boulevard longe une portion bien conservée des remparts romains, régulièrement ponctués de petites tours. |
| chemin de la Mine            |                                                  |          | longe la dérivation du ruisseau de la Toison ou bief des moulins suit une portion du tracé de l'aqueduc romain dit de Montjeu | |
| rue du Moulin-Gamet          | nommée en 2001                                   |          | | |
| rue du Moulin-des-Places     | nommée en 2001                                   |          | château du Petit Montjeu du XVIIe siècle moulin de la Mine attesté en 1370, exploité jusqu'en 1911 | |
| rue Paul-Cazin               | rue du Petit-Riveau avenue Malakoff (1856-1965), |          | petit Collège no 18 : pôle technologique et professionnel du lycée Bonaparte | |
| rue du Petit-Pont            |                                                  |          | ancien cimetière ouvert en 1787, | |
| rue Victor-Terret            | nommée en 1967                                   |          | | Vue sur les rues Victor-Terret et du Faubourg-Saint-Blaise.                                                  |

### Faubourg Talus
| Nom                                   | Ancien nom                                                                 | Création | Édifices remarquables         | Illustration                                                                                                 |
| ------------------------------------- | -------------------------------------------------------------------------- | -------- | ----------------------------- | --- |
| rue du 19-mars-1962                   | nommée en 1977                                                             |          |                               | |
| rue du Champ-Gevras                   | nommée en 1967                                                             |          | lotissement du Champ-Gevras   | |
| ruelle Chaumont                       | nommée en 1992                                                             |          |                               | |
| impasse Chaumont                      | nommée en 1992                                                             |          |                               | |
| route du Corps-francs-Pommiès-49-R.I. | nommée en 1997                                                             |          |                               | |
| rue du Faubourg-Talus                 | rue de Pétruse ou de Pétrouse (XVIe siècle) rue ès Bouchiers (XIXe siècle) |          | pavillon « le Trocadéro »     | |
| rue Georges-Leyton                    | nommée en 1955                                                             |          |                               | |
| route de Mesvres                      |                                                                            |          | collège de la Châtaigneraie   | |
| rue des Tanneries                     |                                                                            |          | anciennes tanneries           | |
| boulevard des Résistants-fusillés     | boulervard Schneider (1856-1945)                                           |          | vestiges des remparts romains | Le boulevard longe une portion bien conservée des remparts romains, régulièrement ponctués de petites tours. |

### Le Carrouge
| Nom                   | Ancien nom | Création  | Édifices remarquables | Illustration                                         |
| --------------------- | --- | --------- | --- | ---------------------------------------------------- |
| place du Carrouge     | |           | |                                                      |
| rue du Carrouge       | rue des Jacobins (Révolution) |           | no 6 : maison de naissance du président Jeannin no 12 : ancien hôtel de la Cloche ancienne porte du Carrouge sur les remparts |                                                      |
| ruelle du Carrouge    | |           | |                                                      |
| rue Bulliot           | rue Neuve (1659-1902) | 1659      | |                                                      |
| rue du Châtelet       | rue de la Chaumière (Révolution) |           | ancien quartier clos du Châtelet Saint-Andoche |                                                      |
| rue du Docteur-Gillot | nommée en 1911 | vers 1910 | |                                                      |
| rue aux Raz           | rue de Pévain ou Prébain (XIVe siècle) rue èz Raz (XIVe siècle et XVe siècle) rue de la Fontaine de Prévain (XVIe siècle) rue ès Roys (XVIe siècle) rue de la Discrétion (Révolution) rue aux Rats (XVIIe siècle) |           | tanneries « les Étuves » (disparues) à l'emplacement des jardins Saint-Lazare pavillon « l'Escurial » (disparu) no 14 : siège de la Visitation Sainte-Marie et église au XVIe siècle : caserne et prison après la Révolution, couvent des dames du Sacré-Cœur du couvent Sainte-Marie, scolasticat des Oblats de Marie-Immaculée puis Petit Séminaire au XVIIIe siècle et enfin Institution Saint-Lazare au XXe siècle (photo) usine de chaussures Roc                                   | La rue aux Raz et l'ancien couvent de la Visitation. |
| rue Saint-Christophe  | rue Chalier (Révolution) |           | no 9 : maison disparue avec une grande statue de Saint Christophe sur sa façade : religieuses de l'abbaye Saint-Andoche au XVe siècle, maison et collège des jésuites aux XVIe et XVIIe siècles, couvent des Jacobines de Sainte-Dominique aux XVIIe et XVIIIe siècles, Petit Séminaire au XVIIIe siècle ; démolie au milieu du XIXe siècle no 7 : chapelle disparue des Jacobines du XVIIe siècle, salle de la Société populaire à la Révolution puis Vauxhall ; démolie au XIXe siècle |                                                      |
| rue Saint-Germain     | rue Saint-Andoche (jusqu'en 1967) rue de la Raison (Révolution) |           | nos 1 et 7 : ancienne abbaye Saint-Andoche fondée au VIe siècle puis congrégation du Saint-Sacrement depuis le XIXe siècle,, avec une crypte pré-romane no 9 : vestiges du chevet de l'ancienne église Saint-Pierre-Saint-Andoche |                                                      |
| rue Saint-Pierre      | rue Bara (Révolution) |           | ancienne église Saint-Pierre-Saint-Andoche |                                                      |
| rue du Vieux-Collège  | rue de l'Opinion (Révolution) |           | no 1 : ancien collège de jésuites du XVIIe siècle, communauté de Jacobines puis Petit Séminaire au XVIIIe siècle no 4 : hôtel de Charles Gravier de Vergennes en 1768 |                                                      |

### Faubourg Saint-Andoche
Autrefois un petit hameau au bord de l'Arroux, les terres entre les quartiers Saint-Jean et Saint-Andoche sont jusqu'au début du XXe siècle en culture. Le parc Saint-Andoche est vendu en 1906 par l'abbaye Saint-Andoche à la Société immobilière Bernheim frères qui en fait un lotissement. Les voies du parc sont baptisées en 1911.
| Nom                           | Ancien nom                         | Création                | Édifices remarquables | Illustration |
| ----------------------------- | ---------------------------------- | ----------------------- | --- | ------------ |
| rue du 11-Novembre-1918       | nommée en 1967                     |                         | |              |
| rue Adrien-Guignet            | nommée en 1969                     |                         | |              |
| la Barre                      |                                    |                         | domaine privé |              |
| rue de la Barre               | nommée en 1911                     | début du XXe siècle     | emplacement d'un éphémère temple protestant au XVIe siècle |              |
| boulevard Bernard-Gilberstein |                                    |                         | pôle d'activité Saint-Andoche : fonderie d'Autun, Dim et Tolix |              |
| rue du Beuvray                | nommée en 1911                     | début du XXe siècle     | |              |
| ruelle Bouhéret               |                                    |                         | |              |
| rue du Capitaine-Repoux       | nommée en 1909                     |                         | |              |
| rue Carion                    | rue Creuse (-1880)                 |                         | |              |
| rue Charles-Boëll             | nommée en 1955                     |                         | |              |
| le Clos-du-Parc               |                                    |                         | |              |
| rue Creuse                    |                                    |                         | |              |
| rue du Docteur-Renaud         | nommée en 1947                     |                         | no 19 : maison style « paquebot » (1937) |              |
| impasse des Éduens            | nommée en 1958                     |                         | |              |
| rue des Éduens                | nommée en 1911                     | début du XXe siècle     | |              |
| rue du Faubourg-Saint-Andoche | rue du Faubourg-Janus (Révolution) |                         | no 3 : hôtel Gillot ou Lagoutte de 1771 no 41 (démoli) : couvent de capucins au XVIIe siècle puis siège de la Société de la Retraite chrétienne au XIXe siècle, institution Saint-Andoche, pensionnat des frères de la Doctrine chrétienne et institution Saint-Lazare au XXe siècle no 36 : façade Art déco no 64 : façade néo-classique décorée et Art nouveau, de 1900 pont attesté au XIIIe siècle, reconstruit au XVIe siècle et élargi au XXe siècle |              |
| impasse de Fleury             | nommé en 1955                      | années 1950             | |              |
| rue des Gailles               | chemin de la Gouille               |                         | |              |
| rue de la Grille              | rue Helvétius (Révolution)         |                         | no 1 : maison néogothique de 1900 no 51 ter : maison Art déco no 52 : lieu de découverte de la mosaïque gallo-romaine dite des Auteurs grecs |              |
| boulevard de l'Industrie      | nommé en 1965                      |                         | |              |
| carrefour de la Légion        | quartier de la Folie (-1947)       |                         | vestiges du chemin de fer d'Autun à Château-Chinon, dit « tacot » |              |
| allée de la Liberté           |                                    |                         | |              |
| rue Mermoz                    | nommé en 1967                      |                         | |              |
| rue Monseigneur-Villard       | rue de Fleury (1911-1955)          |                         | |              |
| avenue du Morvan              | nommé en 1911                      | début du XXe siècle     | |              |
| rue de Parpas                 | chemin des Argilliers (XVe siècle) | attestée au XVIe siècle | vestiges du rempart romain domaine de Parpas |              |
| rue Saint-Exupéry             | nommée en 1967                     |                         | foyer des Jeunes travailleurs de 1967 |              |
| rue de Talleyrand             | nommée en 1967                     |                         | |              |
| place de Verdun               | nommée en 1967                     |                         | |              |
| boulevard Xavier-Pauchard     |                                    |                         | pôle d'activité Saint-Andoche |              |

## Lieux-dit

### Hameaux divers
| Nom                                           | Création                                | Édifices remarquables                   | Hameau relié                            | Illustration                            |
| depuis la D978, route de Château-Chinon       | depuis la D978, route de Château-Chinon | depuis la D978, route de Château-Chinon | depuis la D978, route de Château-Chinon | depuis la D978, route de Château-Chinon |
| --------------------------------------------- | --------------------------------------- | --------------------------------------- | --------------------------------------- | --------------------------------------- |
| route des Boileaux                            |                                         |                                         | Boileaux                                |                                         |
| route des Plaines                             |                                         |                                         | Plaines                                 |                                         |
| depuis la D681, avenue du Commandant-Neuchèze |                                         |                                         |                                         |                                         |
| route du Bois-de-Saint-Jean                   |                                         |                                         | Bois Saint-Jean                         |                                         |
| avenue du Commandant-Neuchèze                 |                                         |                                         |                                         |                                         |
| route de Margenne                             |                                         |                                         | Margenne                                |                                         |
| route de Pierrefitte                          |                                         |                                         |                                         |                                         |
| rue de la Verrerie                            |                                         |                                         | Verrerie                                |                                         |
| depuis la D287, route de la Forêt-de-Planoise |                                         |                                         |                                         |                                         |
| route de la Bondelue                          |                                         |                                         | la Bondelue                             |                                         |

### Massif du Montjeu
| Nom                                   | Création | Édifices remarquables  | Lieu-dit relié                              | Illustration |
| ------------------------------------- | -------- | ---------------------- | ------------------------------------------- | ------------ |
| route de Bois-le-Duc                  |          |                        | Bois le Duc                                 |              |
| route de Broye, D120                  |          |                        |                                             |              |
| route du Champ-Dutir                  |          |                        | Filhouse                                    |              |
| route de la Chicolle et Montjeu, D256 |          | croix de la Libération | mont Saint-Sébastien la Chaume les Garniers |              |
| chemin des Cloix                      |          |                        | étang des Cloix                             |              |
| chemin de Montjeu                     |          |                        |                                             |              |
| route d'Ornez                         |          |                        | Ornez et chemin de fer                      |              |

### Bellevue
| Nom                                        | Ancien nom | Création | Édifices remarquables                                       | Illustration                   |
| ------------------------------------------ | ---------- | -------- | ----------------------------------------------------------- | ------------------------------ |
| avenue André-Saclier                       |            |          |                                                             |                                |
| rond-point de Bellevue                     |            |          | trois sculptures de charolaises par Philippe Hervier (2003) |                                |
| route de Château-Chinon                    |            |          | aérodrome d'Autun-Bellevue                                  |                                |
| route d'Eschamps                           |            |          | château d'Eschamps du XVIIe siècle                          | Portail du château d'Eschamps. |
| rond-point Francis-Poulenc                 |            |          |                                                             |                                |
| rue Jacques-Lacarrière                     |            |          |                                                             |                                |
| rue Jean-Jaurès                            |            |          |                                                             |                                |
| rue Lieutenant-Colonel-Gabriel-de-Sairigné |            |          |                                                             |                                |
| rue des Maquis-Autunois-Morvan             |            |          |                                                             |                                |
| avenue Pierre-Brossolette                  |            |          |                                                             |                                |

### La Châtaigneraie / Fleury
| Nom                            | Ancien nom     | Création | Édifices remarquables | Illustration |
| ------------------------------ | -------------- | -------- | --- | ------------ |
| allée André-Malraux            |                |          | |              |
| résidence du Bois-de-Sapin     |                |          | |              |
| route du Bois-de-Sapin         |                |          | résidence du Bois de Sapin ancienne léproserie de Fleury ou maladrière de Saint-Jacques et Saint-Philippe de Fleury-les-Ostun ancienne chapelle Saint-Flocel |              |
| chemin de la Bruyère-aux-Mâles |                |          | |              |
| rue du Four-à-Pain             | nommée en 2004 |          | |              |
| rue d'Ingelheim                | nommée en 1997 |          | |              |
| rue de Kawagoe                 | nommée en 2004 |          | |              |
| rue René-Cassin                | nommée en 1997 |          | |              |
| rue Robert-Badinter            |                |          | |              |
| rue de Stevenage               | nommée en 1997 |          | |              |

### La Genetoye
| Nom                  | Ancien nom | Création | Édifices remarquables                                         | Illustration                                                              |
| -------------------- | ---------- | -------- | ------------------------------------------------------------- | ------------------------------------------------------------------------- |
| route de la Genetoye |            |          |                                                               | La route menant au temple de Janus, vue depuis la Croix de la Libération. |
| chemin Jeanne-Barret |            |          | temple de Janus du Ier siècle deux ponts traversant le Ternin | Le temple de Janus depuis le chemin. · Pont traversant le Ternin.         |
| chemin Jules-Miot    |            |          |                                                               |                                                                           |

## Villages rattachés

### Couhard
| Nom                              | Ancien nom     | Création | Édifices remarquables | Illustration |
| -------------------------------- | -------------- | -------- | --- | ------------ |
| route de Broye                   |                |          | |              |
| rue de la Cascade                | nommée en 1955 |          | |              |
| chemin de la Cascade de Brisecou |                |          | longe le ruisseau des Moulins, suit le tracé de l'aqueduc romain dit de Montjeu cascade de Brisecou, artificielle, du XIXe siècle |              |
| rue de Filhouse                  | nommée en 1955 |          | église Saint-Léger du XIIe siècle, remaniée aux XVIIIe et XIXe siècles                                                            |              |
| rue de la Forêt                  |                |          | |              |
| chemin des Manies                |                |          | conduit au lieu-dit Pierre de Couhard (photo) rosarium et jardin pédagogique                                                      |              |
| rue de Planoise                  | nommée en 1955 |          | |              |
| chemin de Saint-Blaise à Couhard |                |          | |              |

### Fragny
Fragny, après avoir absorbé la commune de Montromble entre 1790 et 1794, est absorbée par Autun entre 1795 et 1800.
| Nom                           | Ancien nom     | Création                                                                                   | Édifices remarquables | Illustration |
| ----------------------------- | -------------- | ------------------------------------------------------------------------------------------ | --------------------- | ------------ |
| rue des Blanchots             | nommée en 1992 |                                                                                            |                       |              |
| rue du Bois-de-Mathey         | nommée en 1992 |                                                                                            |                       |              |
| rue des Feuillies             | nommée en 1992 |                                                                                            |                       |              |
| route de la Forêt-de-Planoise | nommée en 1992 | église du Sacré-Cœur du XIXe siècle ancienne école du XIXe siècle devenue salle des fêtes, |                       |              |
| rue de la Garenne-Bretin      | nommée en 1992 |                                                                                            |                       |              |
| rue des Près-Moussus          | nommée en 1992 |                                                                                            |                       |              |

### Montromble
Ancienne commune créée puis rattachée à Fragny durant la Révolution, le hameau de Montromble est situé à l'extrémité sud d'Autun. Il est entouré par la frontière avec les communes d'Antully, Marmagne et Broye.
| Nom                           | Ancien nom | Création | Édifices remarquables | Illustration |
| ----------------------------- | ---------- | -------- | --------------------- | ------------ |
| route de l'Étang-du-Martinet  |            |          |                       |              |
| route de la Fontaine-Molaine  |            |          |                       |              |
| route de la Forêt-de-Planoise |            |          |                       |              |
| route de Montromble           |            |          |                       |              |

### Saint-Pantaléon, Saint-Pierre et Saint-Symphorien
Commune rattachée à Autun à partir de 1973 avant sa fusion en 2013, Saint-Pantaléon rassemble aussi les anciennes communes, disparues à la Révolution, de Saint-Symphorien-lès-Autun et Saint-Pierre-l'Estrier,.
La dénomination des rues débute en 1974 et se poursuit notamment en 1981, 1987, 1992, 1995 et 2004. Les îlots d'immeubles portent des noms évoquant la campagne morvandelle ou bourguigonne, les voies du village moderne des noms d'écrivains, de militaires et de savants, ceux du hameau des Tuileries des noms de musiciens et ceux de Saint-Symphorien des noms de fleurs.
Liste des voies de Saint-Pantaléon
- rue des Acacias
- allée de l'Acaron
- avenue André-Frénaud
- rue Antoine-Clément
- route d'Arnay
- route de Beaune
- rue de Bellevue
- rue du Borgne
- rue Bossuet
- rue du Bourg : cimetière[336]
- impasse des Carilloux
- chemin du Cerveau
- chemin du Couvent
- rue du Chalet-Bleu
- rue du Champ du Moulin
- rue de Charolles
- rue Corneille
- impasse des Drémeaux
- rue des Drémeaux
- rue des Étangs
- rond-point de l'Étoile-de-Rolin
- rue du Faubourg-Saint-André
- place du Général-Brosset
- La Grande Ouche
- rue de la Griottière
- place de l'Harmonie
- route de Haut-Veau
- rue Jacques-Delors
- rue Jean-Friess
- cour Jean-Monnet
- rue Joseph-François-Champeaux
- chemin de la Justice
- rue Konrad-Adenauer
- rue La Fontaine
- rue Lamartine
- rue Lazare-Carnot
- chemin Maison-Forestière-Feuillée
- rue de Manes
- allée Marcel-Pèpe
- boulevard du Maréchal-Leclerc
- rue Marie-Noël (inaugurée en 2019[337])
- rue Max-Poulleau
- rue de Ménincourt
- rue des Mineurs
- rue Molière
- rue Nicéphore-Niépce
- La Noue
- rue des Ormes
- rue du Parc-des-Drémeaux
- chemin de la Passerelle
- rue Pierre-Bérégovoy
- rue Pierre-Colin
- rue Pierre-et-Marie-Curie
- rue Pierre-Mauroy
- rue Pierre-Mendes-France
- rue de la Prairie
- rue Racine
- place René-Cassin
- avenue de la République : église Saint-Symphorien, mairie[336], monument au morts et mémorial du 19 mars 1962, ZUP[336]
- parc Robert-Schuman[338]
- rue Saint-Hubert
- route de Saulieu
- rue des Télots
- rue Victor-Hugo
- chemin du Vieux-Moulin

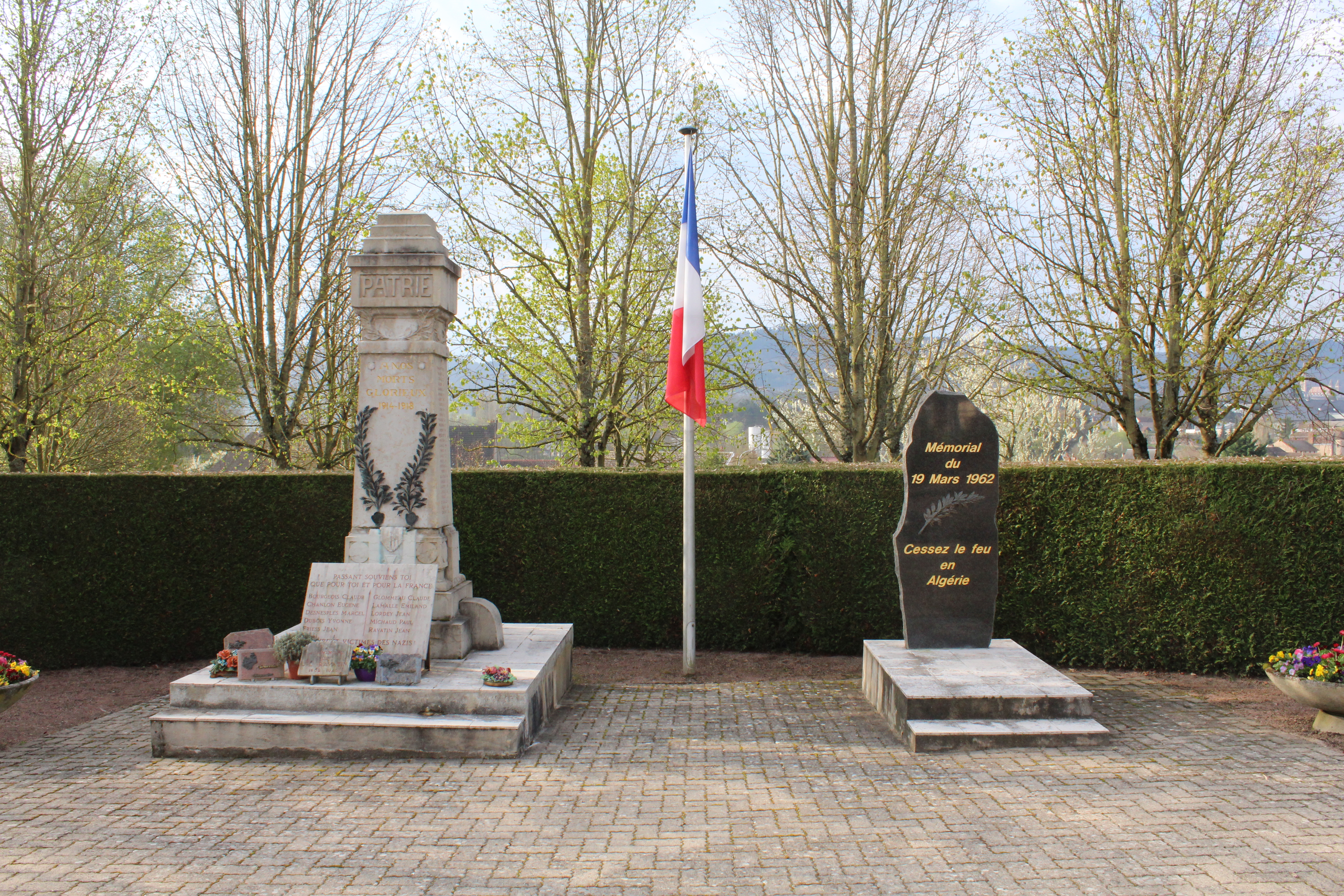
Mémoriaux place René-Cassin.
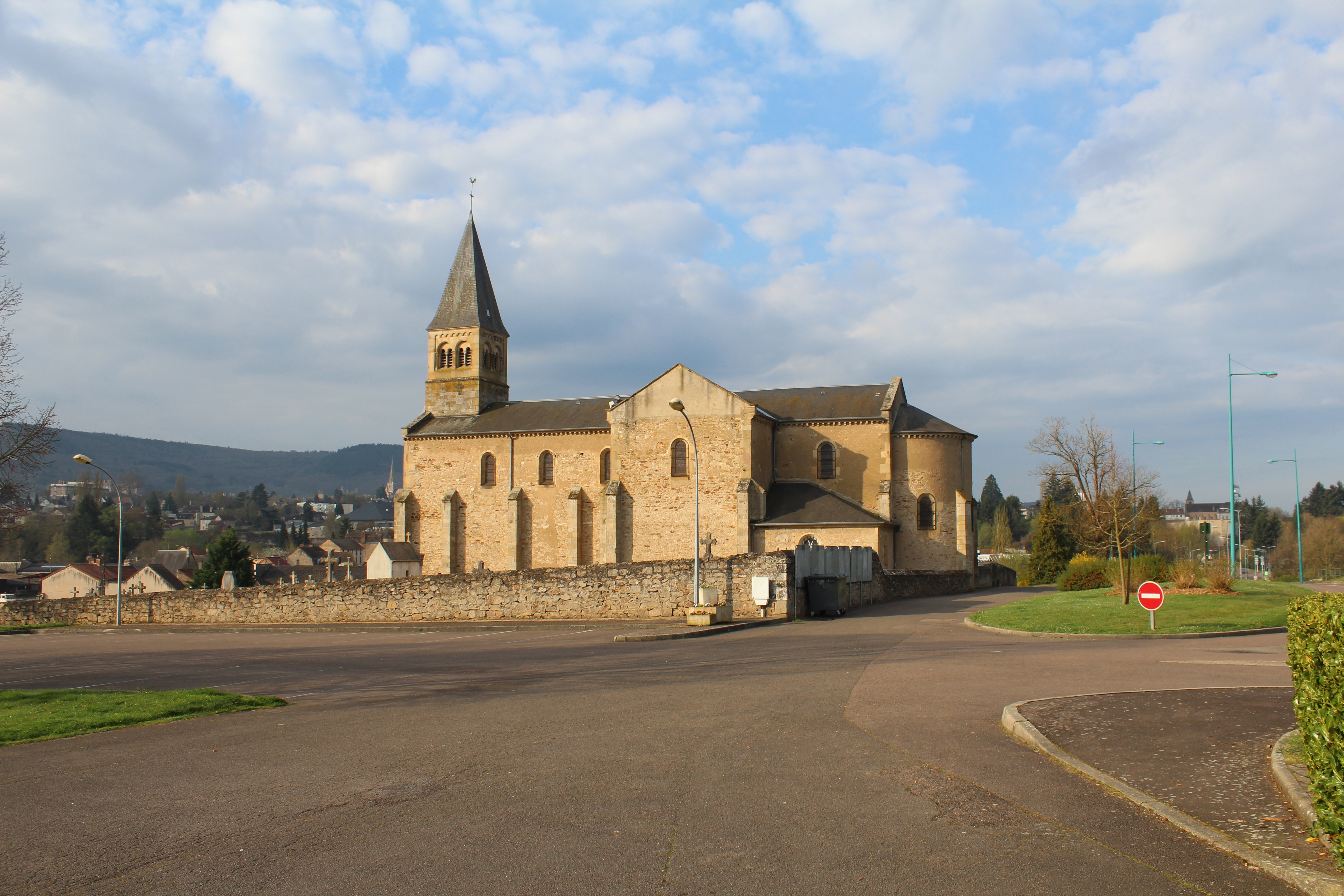
Église Saint-Symphorien depuis l'avenue de la République.
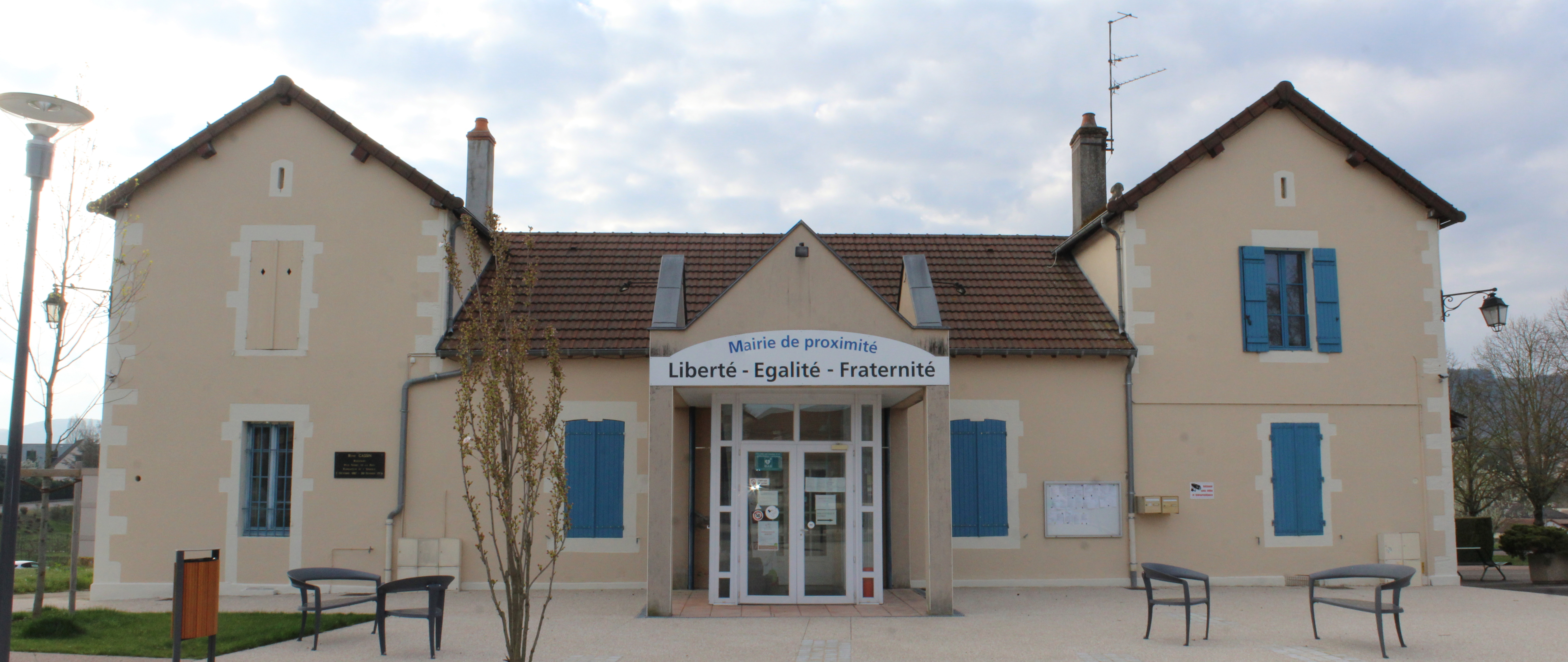
Mairie de proximité de Saint-Pantaléon, avenue de la République.

Saint-Pierre
- rue de Bourgogne
- rue Charles-Gounod
- ruelle Florand
- rue de l'Hermitage : église Saint-Pierre-l'Estrier
- ruelle du Puits
- route de Saint-Denis
- rue Saint-Étienne
- ruelle Saint-Pierre

Saint-Symphorien
- rue 1re armée : abbaye Saint-Symphorien
- chemin des Breux
- rue Hector-Berlioz
- rue des Jonquilles
- rue des Lilas
- rue Maurice-Ravel
- rue Moirans
- rue du Muguet
- rue des Violettes

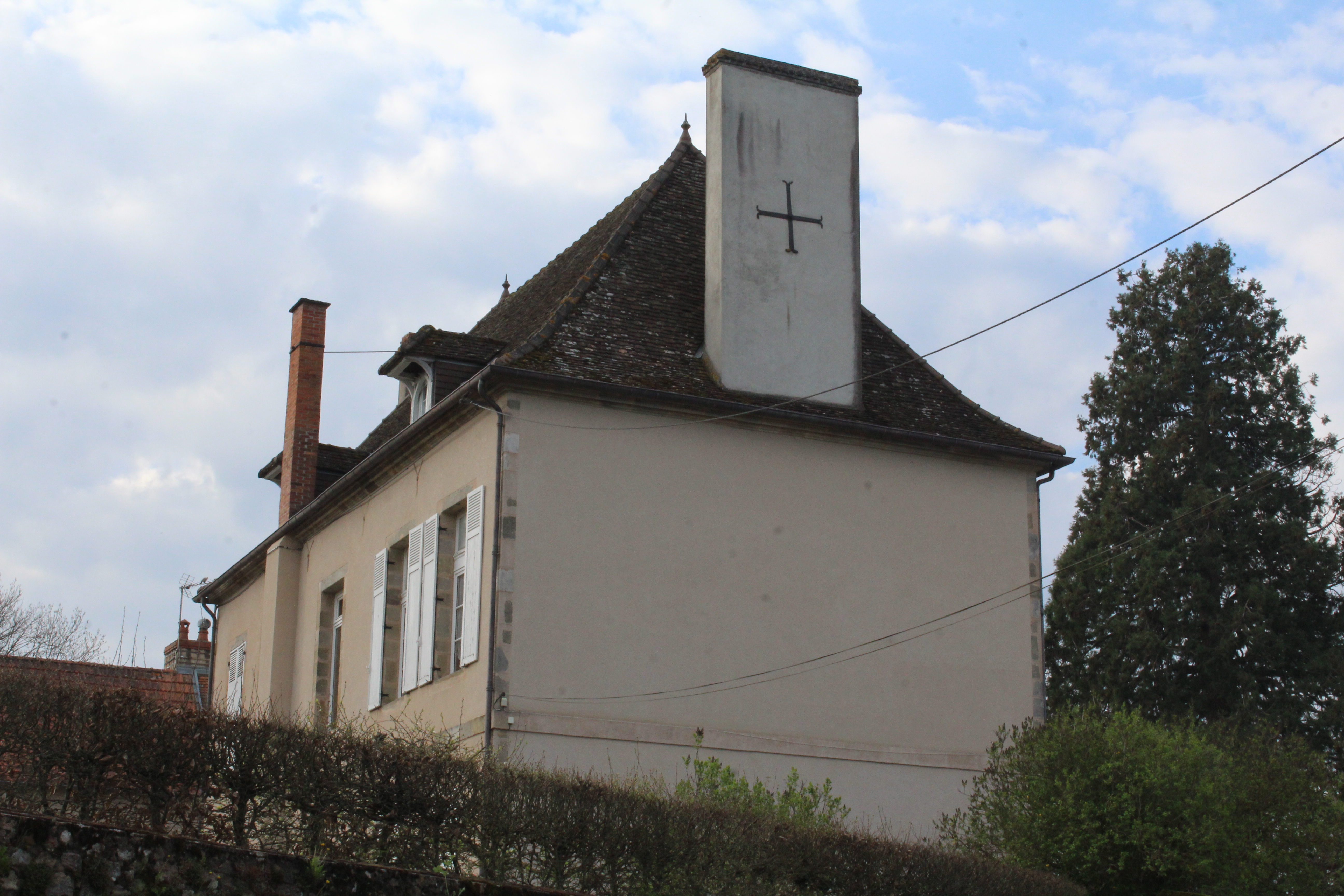
À Saint-Symphorien, abbaye Saint-Symphorien, rue de la 1re armée.
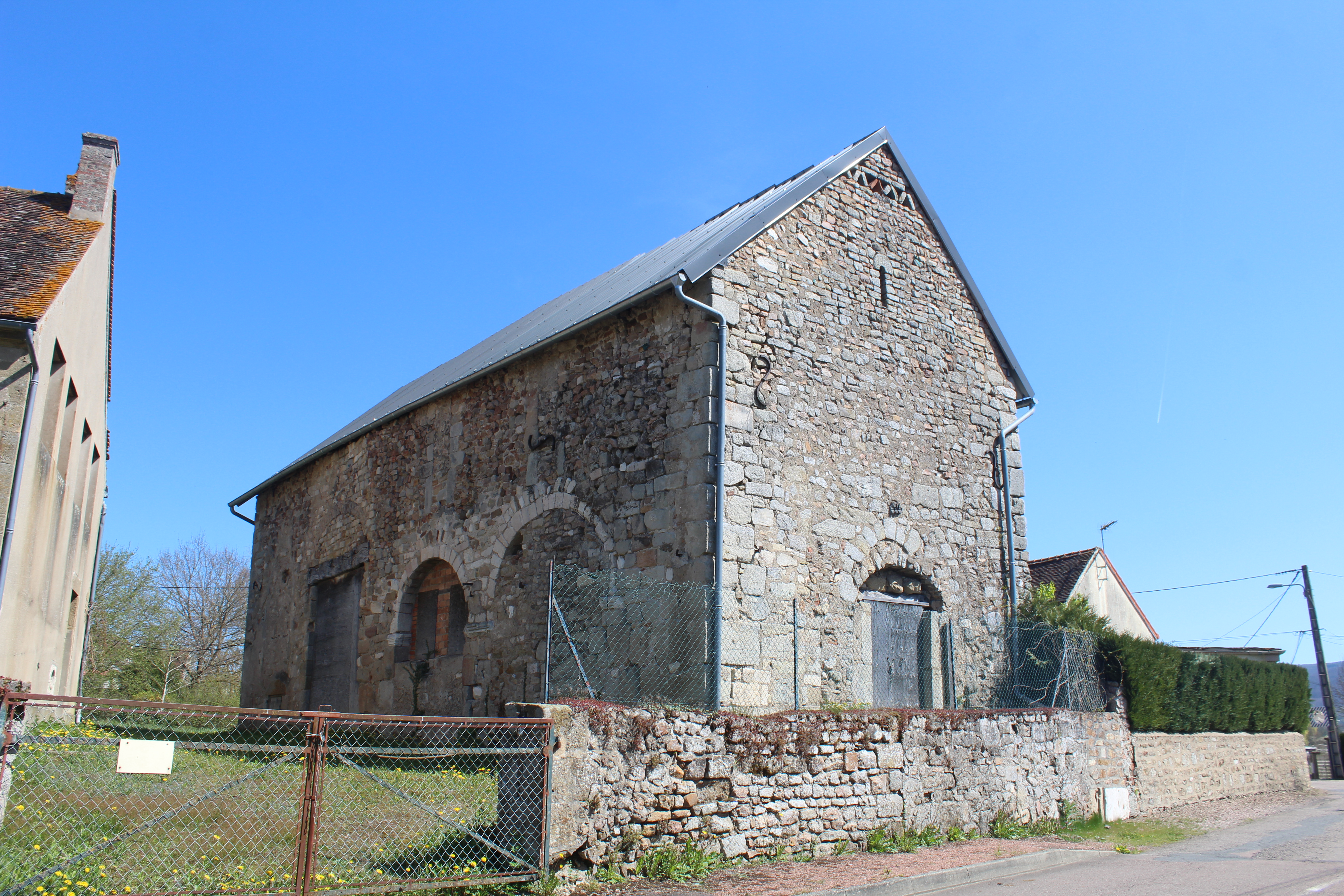
À Saint-Pierre, église Saint-Pierre-l'Estrier, rue de l'Hermitage.

## Anciennes voies
| Nom                                  | Autres noms                                                                                       | Quartier                  | Édifices remarquables               | Emplacement et suppression |
| ------------------------------------ | ------------------------------------------------------------------------------------------------- | ------------------------- | ----------------------------------- | --- |
| chemin des Alouettes                 |                                                                                                   |                           |                                     | Le chemin correspond à la section de la rue de la Grille comprise entre la rue Grange-Vertu et la rue Creuse. Afin de permettre la construction du chemin de fer au cours des années 1860, la rue de la Grille est raccourcie et prend fin avenue de la République. |
| rue Boucher                          | rue aux Bouchers (1714) rue des Bouchers (1794) (XVIIIe siècle) rue Mably (Révolution)            |                           |                                     | La rue disparaît en 1880 par la fusion avec la rue aux Lauchiens pour former la rue Lauchien-le-Boucher. |
| rue Boutailler puis rue du Colombier |                                                                                                   |                           | moulin Marchandot                   | Au XVIe siècle, la rue part de la porte cochère de la maison aujourd'hui située 2, rue Bouteiller, longe le mur inférieur du jardin de l'évêché, débouche sur le ruisseau appelé Boutoiller ou Boutailler (qui descend de Montjeu jusqu'au faubourg Saint-Pancrace) puis continue en direction du moulin Marchandot. Elle s'étend ensuite sur la rue Bouteiller actuelle.                        |
| passage de la Chambre-des-Comptes    |                                                                                                   | quartier de la Cathédrale | cathédrale Saint-Nazaire            | Avant la destruction de l'ancienne cathédrale en 1783, le passage débute à l'actuel porche 7, place du Terreau et continue en direction de la cathédrale. |
| cul-de-sac du Donjon                 |                                                                                                   | quartier de la Cathédrale | présidial hôtel du Chancelier Rolin | Au XVIIIe siècle, l'impasse est située entre le présidial (aujourd'hui ancien palais de Justice) et l'hôtel Rolin d'un coté et l'église Notre-Dame-du-Châtel de l'autre. Après la démolition de l'église en 1794, la voie est absorbée par la nouvelle place Saint-Louis. |
| pavé Fontenay                        |                                                                                                   | centre-ville              |                                     | Il s'agit d'un chemin pavé transversal du Champ-de-Mars, allant de l'extrémité supérieure de la rue de la Halle-au-Blé (actuelle avenue Charles-de-Gaulle) à l'escalier central de la Terrasse. Il est bâti au XVIIIe siècle et l'entièreté de la place est pavée avant 1830. |
| rue de la Halle-au-Blé               | rue des Halles (XVIIIe siècle) rue des Subsistances (Révolution)                                  | centre-ville              | salle de spectacles                 | La rue est ouverte en 1779 depuis le sud du Champ-de-Mars afin de joindre une nouvelle salle de spectacle (dont le rez-de-chaussée sert de halle au blé). L'avenue de la Gare est percée à son extrémité en 1869 puis la salle est démolie en 1881, avant que la rue de la Halle-au-Blé ne soit absorbée par l'avenue (aujourd'hui avenue Charles-de-Gaulle).                                    |
| rue aux Lauchiens                    | rue ès Loichins (XVe siècle) rue ès Lochiens (1680) puis Lauchien rue Guillaume-Tell (Révolution) |                           |                                     | La rue relie la rue Saint-Antoine avec la rue Saint-Pancrace. Elle disparaît en 1880 par la fusion avec la rue Boucher pour former la rue Lauchien-le-Boucher. |
| ruelle Madot                         |                                                                                                   | centre-ville              |                                     | Jusqu'au XIXe siècle, l'impasse part de la rue de l'Arbalète et dessert les arrière-cours des maisons de la grande rue Chauchien. Elle est absorbée par la nouvelle rue Changarnier en 1843, qui rejoint perpendiculairement la rue de l'Arbalète. |
| rue Masoncle                         |                                                                                                   |                           |                                     | La rue conduit du Champ-Saint-Ladre (actuel Champ-de-Mars) à l'église Saint-Pierre-Saint-Andoche, mais au XVIIe siècle, son emplacement est nécessaire pour l'agrandissement du collège des jésuites. Elle est remplacée en 1659 par la rue Neuve, plus au nord, actuelle rue Bulliot. |
| place Maubert                        |                                                                                                   | quartier Marchaux         |                                     | Au XVIIIe siècle, la place est un espace assez vaste. Elle est accessible notamment depuis la rue Guérin, qui, venant du Champ-de-Mars, ne rejoint pas la grande rue Marchaux à gauche mais continue en ligne droite et mène à la place Maubert après soixante pas. La rue Guérin continue ensuite sur les actuelles rues Mazagran et de la Bondue.                                              |
| promenade des Platanes               |                                                                                                   | centre-ville              |                                     | La promenade consiste en une allée de platanes plantée sur le côté oriental de la place du Champ-de-Mars en 1819. |
| pavé Prost                           |                                                                                                   | centre-ville              |                                     | Chemin pavé transversal de la place du Champ-de-Mars, il conduit de l'extrémité supérieure de la rue de la Halle-au-Blé à la rue des Cordeliers. Il est pavé durant le XVIIIe siècle, l'entièreté de la place suit avant 1830. |
| impasse Saint-Christophe             | cul-de-sac de Chalier (Révolution)                                                                | centre-ville              |                                     | Jusqu'au XIXe siècle, l'impasse continue la rue de la Grange-Vertu en direction du quartier Marchaux. Elle est percée vers 1880 et absorbée par la nouvelle rue des Écoles, aujourd'hui rue Bernard-Renault. |
| ruelle Saint-Jean                    | ruelle du Rempart (Révolution)                                                                    | centre-ville              | église Saint-Jean-l'Évangéliste     | La ruelle conduit de la rue de la Halle-au-Blé à l'église Saint-Jean-l'Évangéliste, avant que cette dernière ne soit démolie à la Révolution. Vers 1869, la ruelle est absorbée par l'avenue de la Gare (actuelle avenue Charles-de-Gaulle). Une partie seulement a survécu ; elle part de l'avenue en direction de la rue de la Grille.                                                         |
| promenade des Soupirs                |                                                                                                   | centre-ville              |                                     | À l'emplacement actuel de l'hôtel de ville est édifié en 1793, durant la Révolution, l'autel de la Patrie, entouré par des tilleuls arrachés au Petit Séminaire de la rue Saint-Antoine. L'édifice est rasé en 1803 et les arbres sont déplacés le long de l'actuelle rue Jeannin, formant la promenade des Soupirs. La promenade disparaît lors de la construction de l'hôtel de ville en 1832. |

### Index des noms des voies pendant la Révolution
Répondant à un élan national, la dénomination de l'ensemble des voies est modifiée à la Révolution, sans que cela ne perdure après elle. À Autun, ce changement est ordonné le 28 nivôse an II (17 janvier 1794) par le maire Victor de Lanneau, sur la base « d'un arrêté du département qui supprime tous les signes extérieurs du culte ». Ancien prêtre catholique, Lanneau dénonce les noms de voies, pour la plupart d'origine chrétienne, qu'il interprète comme des « signes extérieurs ou frappant le sens, en rappelant un culte privilégié et dominant ». Avec l'aide de trois commissaires, il supprime la quasi-totalité des anciens noms des voies. En remplaçant les odonymes religieux, jusqu'alors omniprésents, par des noms aux valeurs laïques et civiques, les révolutionnaires souhaitent modifier la mentalité collective dans le cadre d'une lutte contre l'Ancien Régime et son propre système de valeurs.
Ainsi, les nouveaux noms renvoient aux principes que veut mettre en avant le mouvement révolutionnaire : valeurs civiques et morales (Régénération, Liberté, Égalité, Frugalité, Vertu, Unité, Discrétion, Raison), préoccupations quotidiennes de la population (Subsistances, Victoires, Piques, Marché), philosophes des Lumières (Rousseau, Helvétius, Mably, Voltaire, Franklin), héros de l'Antiquité à l'évocation républicaine et égalitaire (Solon, Cornélie, Brutus, Scevola), ainsi que des évènements majeurs de la Révolution en cours et des martyrs de la Convention (Jeu-de-Paume, 10-Août, 31-Mai, 14-Juillet et Marat, Bara, Lepeletier, Chalier). Les trois sections de la ville sont aussi débaptisées.
Dans le même temps, le toponyme Autun, dont on reproche son origine du nom d'Auguste (Augustodunum), est modifié en Bibracte, du nom porté par l'ancien oppidum éduen à qui a succédé Augustodunum — on pensait alors que Bibracte se situait sur l'emplacement d'Autun et non pas sur le mont Beuvray —, mais ce nouveau nom n'est que rarement utilisé.
| Ancien nom (nom actuel)                          | Nouveau nom                   |
| Section du Présidial                             | Section de la Montagne        |
| ------------------------------------------------ | ----------------------------- |
| rue Dufraigne                                    | rue de la Montagne            |
| rue de Rivault                                   | rue de Le-Pelletier           |
| rue Saint-Georges                                | rue Solon                     |
| rue Notre-Dame                                   | rue Cornélie                  |
| cul-de-sac Notre-Dame                            | angle de Cornélie             |
| rue du Jeu-de-Paume (rue Notre-Dame)             | rue du Jeu-de-Paume           |
| cul-de-sac du Jeu-de-Paume                       | cul-de-sac du Jeu-de-Paume    |
| cul-de-sac de la Maîtrise                        | cul-de-sac de la Régénération |
| rue Chaffaud                                     | rue du 10-Août                |
| rue Sainte-Barbe                                 | rue de la Victoire            |
| rue Chapiteau (rue des Sous-Chantres)            | rue des Bonnets-Rouges        |
| cul-de-sac de l'Évêché                           | angle de la Fontaine          |
| rue Blanche                                      | rue de l'Ordre                |
| rue Saint-Quentin                                | rue de la Frugalité           |
| place du Terreau                                 | place de la Régénération      |
| rue du Présidial (disparue)                      | rue de la Justice             |
| rue des Bancs                                    | rue des Vertus                |
| place d'Hallencourt                              | place du Marché               |
| rue Saint-Pancrace                               | rue Franklin                  |
| rue Tourne-Mouton                                | rue de la Liberté             |
| rue Aulauchien (rue Lauchien-le-Boucher)         | rue Guillaume-Tell            |
| rue de la Jambe-de-Bois                          | rue Voltaire                  |
| rue Saint-Antoine                                | rue Rousseau                  |
| rue des Marbres                                  | rue de l'Unité                |
| faubourg Saint-Blaise                            | faubourg de la Montagne       |
| faubourg Saint-Pancrace                          | faubourg de Couhard           |
| faubourg de Breuil                               | faubourg de Breuil            |
| faubourg Talus                                   | faubourg Talus                |
| Section des Pénitents                            | Section du 31-Mai             |
| petite rue Chauchien                             | rue Brutus                    |
| rue aux Cordeliers                               | rue Scevola                   |
| rue Piolin                                       | rue des Principes             |
| rue aux Maréchaux                                | rue d'Assas                   |
| rue des Boucheries                               | rue Mably                     |
| rue Coquant                                      | rue Décadaire                 |
| rue aux Rats (rue aux Raz)                       | rue de la Discrétion          |
| grande rue Chauchien                             | rue du 31-Mai                 |
| rue aux Cordiers                                 | rue Jemmapes                  |
| Saint-Saulge                                     | rue Marat                     |
| rue Neuve (rue Bulliot)                          | rue Tyrannicide               |
| rue du Carrouge                                  | rue des Jacobins              |
| châtelet Saint-Andoche (rue du Châtelet)         | rue de la Chaumière           |
| rue Saint-Pierre                                 | rue Bara                      |
| rue Saint-Andoche (rue Saint-Germain)            | rue de la Raison              |
| faubourg Saint-Andoche                           | faubourg Janus                |
| Section des Cordeliers                           | Section des Sans-Culottes     |
| terrasse du Champ-de-Mars (terrasse de l'Europe) | terrasse du Champ-de-Mars     |
| Champ-de-Mars                                    | Champ-de-Mars                 |
| rue des Halles (rue de la Halle-au-Blé)          | rue des Subsistances          |
| rue Jondeau                                      | rue de la Fraternité          |
| ruelle Saint-Jean                                | ruelle du Rempart             |
| rue du Boulevard (rue Deguin)                    | rue du Boulevard              |
| rue Guérin                                       | rue Pas-de-Charge             |
| rue de l'Arquebuse                               | rue du Panthéon               |
| rue de l'Arbalète                                | rue des Piques                |
| rue Saint-Christophe                             | rue Chalier                   |
| rue de la Grille                                 | rue Helvétius                 |
| rue du Vieux-Collège                             | rue de l'Opinion              |
| rue Marchaux                                     | rue des Sans-Culottes         |
| rue de l'Horloge                                 | rue de la Surveillance        |
| rue de la Vieille-Halle                          | rue du 14-Juillet             |
| cul-de-sac Saint-Christophe                      | cul-de-sac de Chalier         |
| rue de Paris                                     | rue de Paris                  |
| rue Saint-Nicolas                                | rue de l'Égalité              |
| rue de la Bondue                                 | rue des Salpêtres             |
| faubourg Saint-André                             | rue du Travail                |
| faubourg Saint-Jean-le-Grand                     | rue des Armes                 |
| faubourg d'Arroux                                | faubourg d'Arroux             |
| Portes                                           |                               |
| porte des Marbres                                | porte de Chalon               |
| porte du Carrouge                                | porte de Moulins              |
| porte Matron                                     | porte de Toulon               |
| porte de Breuil                                  | porte de Breuil               |
| porte Coquant                                    | porte des Druides             |
| porte Saint-Pancrace                             | porte de Couhard              |
| porte de Paris                                   | porte de Paris                |
| porte Marchaux                                   | porte d'Arnay                 |